# جائحة فيروس كورونا في بوركينا فاسو
تظهر هذه المقالة آثار جائحة فيروس كورونا 2019–20 في بوركينا فاسو، وقد لا تضمن جميع الاستجابات والقياسات حتى الآن.
تم تأكيد الحالات الأولى لفيروس كورونا 2019 (COVID-19) في بوركينا فاسو في 09 مارس 2020، مما يجعل بوركينا فاسو رابع دولة في غرب أفريقيا نسخة محفوظة 25 يناير 2021 على موقع واي باك مشين. تتأثر، بعد نيجيريا، توغو والسنغال. بعد ظهور المرض لأول مرة في الصين في نهاية عام 2019، انتشر بسرعة في جميع أنحاء العالم، مما تسبب في حالة من الذعر بين السكان. في ضوء بدايات التطور السريع للفيروس في جميع أنحاء العالم، قامت سلطات بوركينا فاسو بسرعة بتنشيط نظامها لإدارة الوباء من هذا النوع، والذي تم وضعه خلال وباء حمى الإيبولا في أفريقيا.الغربية خلال السنوات 2013-2014. سجلت بوركينا فاسو أول حالتين تم تأكيدهما في 09 مارس 2020 بعد تداول الشائعات والإنكار منذ ظهور كوفيد-19. بعد أربعة أيام، في 13 مارس 2020، تم تأكيد الحالة الثالثة أيضًا. الحالة الثالثة هي شخص كان لديه اتصال مباشر مع الحالتين الأوليين.

## خلفية
في 12 يناير 2020، أكدت منظمة الصحة العالمية عن ظهور فيروس كورونا المستجد كسبب للمرض التنفسي الذي أصاب مجموعة من الأشخاص في مدينة ووهان، مقاطعة خوبي، الصين، إذ أُبلغ عنهم إلى منظمة الصحة العالمية في 31 ديسمبر 2019. كانت نسبة الوفيات بين الحالات المُشخصة بكوفيد-19 أقل بكثير من جائحة فيروس سارس في عام 2003، لكن انتقال العدوى كان أكبر، والوفيات أيضًا.

## تطور الوباء في بوركينا فاسو
في 9 مارس 2020، تم الإعلان عن أول حالتين مؤكدتين من فيروس كورونا في بوركينا فاسو من قبل السيدة كلودين لوجوي، وزيرة الصحة في بوركينا فاسو، خلال مؤتمر صحفي. وأشار وزير الصحة إلى أن الزوجين قضيا إقامة في فرنسا، على وجه التحديد في مدينة مولوز، وعادا إلى بوركينا فاسو منذ 24 فبراير 2020. تم القبض على الحالتين بمعزل عن حالة مستقرة، في مركز المستشفى الجامعي في تينغاندوغو الذي يضم البنى التحتية المكيفة لإدارة حالات كوفيد-19.
في 13 مارس 2020، أعلن وزير الصحة الحالة الثالثة المؤكدة،  بينما كانت في حملة تحسيسية خارج العاصمة. الحالة هي واحدة من عدة حالات من الأشخاص الذين تم تحديدهم والذين كان لهم اتصال مباشر بالحالتين الأولتين. وأوضح الوزير أن الشخص المعني يخضع بالفعل للمراقبة في هيكل الرعاية وأن وضعه مستقر.
كُشف عن مواطن ياباني قادم بوركينا فاسو في 13 مارس كأول حالة مؤكدة للمرض في إثيوبيا.
في 14 مارس 2020، أُكدت 7 حالات من بينها 4 حالات مرتبطة مباشرة بالحالتين الأولتين وحالة واحدة في هوندي، وهي مدينة تقع في غرب بوركينا. هذه الحالة الأخيرة هي الأولى التي تقع خارج مدينة واغادوغو. وهو مغترب إنجليزي يعمل في منجم ذهب في المنطقة، كان عائدًا إلى بوركينا من الإجازة في 10 مارس، قادما من ليفربول ومر عبر فانكوفر وباريس، حبث قد عُزل في هوندي بالإضافة إلى 14 شخصًا كانوا على اتصال مباشر به.
في 15 مارس 2020، أُكدت 8 حالات جديدة وفقًا لبيان صادر عن وزارة الصحة، مما رفع إجمالي عدد الحالات إلى 15.

## الإجراءات التي اتخذتها السلطات
في 3 مارس 2020، خلال مؤتمر صحفي، أعلنت سلطات بوركينا فاسو عن وضع خطة التأهب والاستجابة. تغطي خطة الاستجابة التي تجاوزت رصدت لها ميزانية بتسعة ملايير العديد من جوانب المعركة ضد كوفيد-19، بما في ذلك التدخل السريع والمراقبة الوبائية والتشخيص والاتصالات.
قررت الحكومة خلال عقد أول مجلس للوزراء بعد الإعلان عن الحالات الأولى من الكوفيدين 19، باعتماد الخطة الوطنية للاستجابة ضد الكوفيد 19، حظر جميع الأحداث ذات النطاق الوطني والدولي. على الأراضي حتى 30 أبريل 2020.
جميع المؤسسات التعليمية مغلقة من 16 مارس 2020 إلى 31 مارس 2020.

## التأثير
لا توجد وفيات ذات صلة بكوفيد-19 مسجلة حتى الآن، ولكن سلطات بوركينا فاسو اتخذت العديد من الإجراءات للسماح بالتنفيذ الجيد لجهاز الاستجابة غير أن هذه الإجرائات لا تخلو من التأثيرات على حركية وحريات السكان وكذلك على النشاطات الاقتصادية والثقافية وغيرها.
أدى قرار الحكومة بحظر جميع الأحداث الرئيسية إلى تأجيل أسبوع الثقافة الوطنية المقرر في البداية من أواخر مارس إلى أوائل أبريل 2020. يمنع هذا القرار تجمع أكثر من خمسمائة شخص وكذا فتح النوادي الليلية. يؤثر هذا الإجراء أيضًا على العديد من الأحداث الثقافية الخاصة الأخرى التي كان من المقرر أن تجري في الأيام والأشهر القادمة. وقد تأثرت أيضًا الحفلات الموسيقية للفنان الموسيقي الشهير تيكن جاه فاكولي، المقرر عقدها في الفترة من 13 إلى 14 مارس في بوبوديولاسو وواغادوغو. كما أثرت إجراءات تعليق بعض المظاهرات التي اتخذتها الحكومة على أنشطة الحركات النقابية.

## الشائعات والخلافات
قبل تأكيد أول حالة مرض لفيروس كورونا 2019، حدثت العديد من الشائعات والإنكار في بوركينا فاسو عن وجود حالات مشتبه بها محتملة في البلاد. أول شائعة كبيرة تتعلق بمواطن صيني عاد مؤخراً من الصين، حيث وفي 5 فبراير 2019 وُضِع هذا المواطن الصيني تحت المراقبة في المستشفى الجامعي في تينغاندوغو، بسبب شكواه من السعال وعلامات أخرى لكوفيد-19، وذلك بناءً على توصيةٍ من السفير الصيني في بوركينا فاسو، ولكن بعد أسبوع، في 11 فبراير 2020 كشفت نتائج تحليل عينة الدم المأخوذة من قبل معهد باستور في داكار أن المريض لم يتأثر بفيروس كورونا. أيضا، قبل تأكيد الحالتين الأوليين، انتشرت شائعة على الشبكات الاجتماعية تشير إلى أنه تم معاينة القس مامادو كارامبيري وزوجته على وجه السرعة في عيادة نوتردام دي لا بايكس وأنه أُكِّد أنهما مصابين بفيروس كورونا والذي تسبب في نقلهما على الفور إلى المستشفى الجامعي تينغاندوغو. وفي نفس المساء، أعلن وزير الصحة خلال المؤتمر الصحفي رسمياً عن تأكيد أول حالتي إصابة بفيروس كورونا في بوركينا فاسو. شائعة أخرى، في 13 مارس 2019، أبلغت عن حالة مشبوهة تم قبولها في مركز مستشفى تينغاندوغو الإقليمي، لكن السلطات المحلية في المنطقة نفت ذلك رسميًا.
تتسبب القرارات التي تتخذها الحكومة في الكثير من الجدل داخل الحركات النقابية والمروجين الثقافيين، مثل التفسيرات المختلفة التي يمكن تقديمها.